# Maryse Guy Mitsouko
Pour les articles homonymes, voir Mitsouko (homonymie).
Maryse Guy Mitsouko, parfois connue sous son nom marital Marie Blondeau ou son nom de scène Mitsouko, est une actrice française eurasienne née Marie Guy le 3 septembre 1941 dans la concession française de Tientsin et morte le 28 mars 1995 à Paris 8e.

## Biographie
Marie Guy naît dans la ville chinoise de Tientsin (aujourd'hui Tianjin), alors une concession française. En 1948, sa mère fuit avec elle la révolution vers la France en bateau puis arrivée en métropole la confie à un orphelinat.
Elle devient mannequin à Paris puis débute comme actrice dans un petit rôle érotique au début des années 1960 dans Douce Violence de Max Pécas. Elle joue ensuite dans le téléfilm Le Chien de François Chalais avec Alain Delon, puis dans Règlements de comptes de Pierre Chevalier. Elle se spécialise ensuite dans les films d'espionnage italo-français de cette époque, comme Opération Lotus bleu de Sergio Grieco ou A 077 défie les tueurs d'Antonio Margheriti. Elle fait une apparition dans le pré-générique d'Opération Tonnerre, où elle joue mademoiselle LaPorte qui attend près de l'Aston Martin DB5 quand James Bond s'enfuit grâce à son réacteur dorsal. Dans ce film, sa voix est doublée par Catherine Clémence.
En 1965, elle tombe amoureuse de Marc Blondeau, producteur et directeur de Sotheby's Paris, avec lequel elle a un fils, Sébastien Blondeau. Le couple se sépare au début des années 90.
Marie Guy se suicide par arme à feu le 28 mars 1995 à Paris 8e.

## Filmographie

### Cinéma
- 1962 : Douce Violence de Max Pécas : la jeune fille brune (sous le nom de « Mitzouko »)
- 1963 : Règlements de comptes ou Peur panique de Pierre Chevalier
- 1963 : Les Femmes d'abord de Raoul André : Wanda, la nouvelle collaboratrice
- 1964 : Nick Carter va tout casser d'Henri Decoin : la Chinoise, assistante de Li-Hang
- 1964 : Les Gorilles de Jean Girault
- 1965 : Opération Lotus bleu (Agente 077 missione Bloody Mary) de Sergio Grieco : Kuan
- 1965 : Corrida pour un espion de Maurice Labro : la femme en robe verte à la réception de l'hôtel
- 1965 : Opération Tonnerre (Thunderball) de Terence Young : mademoiselle LaPorte
- 1966 : A 077 défie les tueurs ou Bob Fleming, mission Casablanca (Agente 077 - Sfida ai killers) d'Antonio Margheriti : Moira
- 1966 : Karaté à Tanger pour agent Z7 (de) (Rembrandt 7 antwortet nicht...) de Giancarlo Romitelli : Seyna
- 1966 : La mort paye en dollars (Furia a Marrakech) de Mino Loy et Luciano Martino : l'agent secret chinoise

### Télévision
- 1962 : Le Chien de François Chalais (téléfilm)
- 1965 : Bob Morane (série), épisode Mission à Orly